# Peri (mitologia persiana)

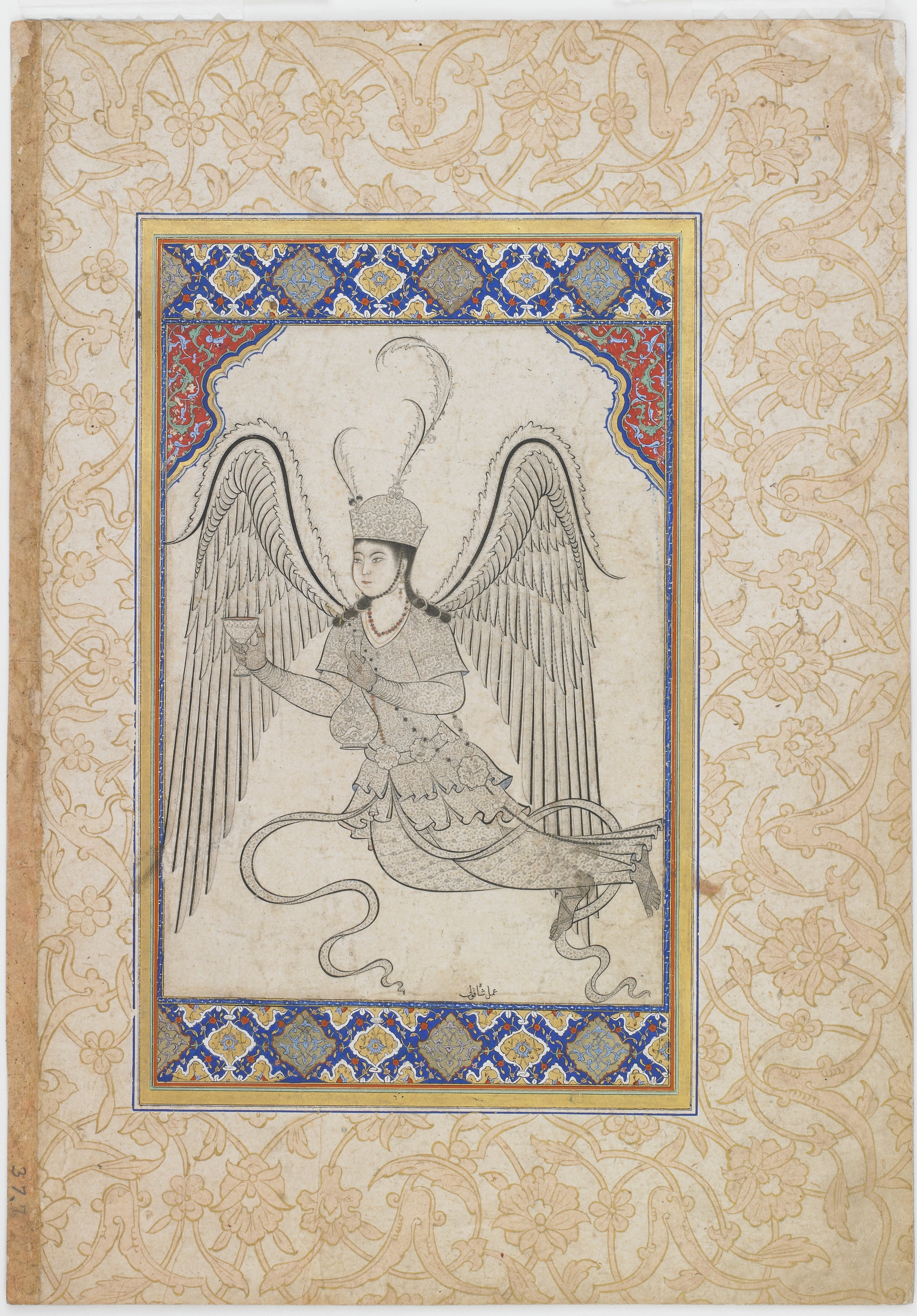
Una Peri. Miniatura di Şahkulu (Freer Gallery of Art).

La peri (dal persiano پَری parī´) è una creatura del folclore persiano, confluita poi anche nell'immaginario turco, che nei secoli ha cambiato almeno in parte le sue caratteristiche.

## Descrizione
Nell'Avestā, con il nome di pairikās, le peri sono descritte come demoni servitori di Ahriman, che nell'antico zoroastrismo era in contrapposizione ad Ahura Mazdā.
Con l'avanzare dei secoli la figura della peri si ingentilì, divenendo un'entità graziosa, simile ad una fata, buona e gentile, di genere sia maschile che femminile, che si nutre esclusivamente del profumo dei fiori. 
Con queste caratteristiche positive la peri entrò anche nell'immaginario del Romanticismo europeo del XIX secolo, divenendo protagonista del poema di Thomas Moore Lallah Rookh del 1817, opera che ispirò Robert Schumann per il suo oratorio profano Das Paradies und die Peri del 1843.